# Pédantisme

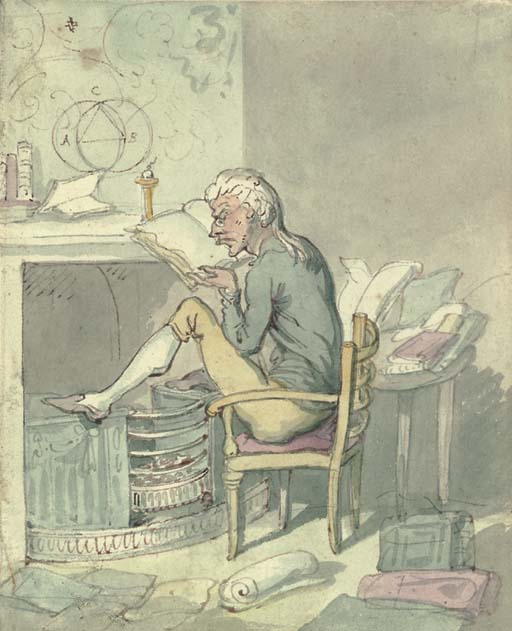
Le Pédant par Thomas Rowlandson (1756-1827) Crayon, encre et aquarelle 6 x 4 7/8 po. (15,2 x 12,5 cm)

Le pédantisme (ou la pédanterie) est une manière d'être qui concerne le maniement du langage par le sujet. Il est particulièrement étudié en littérature, et est parfois évoqué dans d'autres contextes, notamment psychologique.

## Définition
La pédanterie est souvent dénoncée par les essayistes et caricaturistes, notamment en visant les langages poétique, musical, philosophique et rhétorique, pédagogique, politique ou scientifique, parfois pour les discréditer.
En 1690, Furetière dans son Dictionnaire universel décrit aussi le pédant comme celui qui « fait un mauvais usage des sciences, qui les corrompt & les altere, qui les tourne mal, qui fait de mechantes critiques & observations (...) »

## Le pédantisme en littérature
Le comte Camillo Scroffa est généralement perçu comme l'inventeur de la poésie pédantesque. Ce poète italien du XVIe siècle composa un recueil de vers dans un jargon mélangeant locutions latines et mots italiens pour se moquer des pédants et de leurs disputes sur la prééminence entre les deux langues.
La littérature et le théâtre, dès l'époque préclassique (1610 à 1655) ont souvent évoqué et/ou caricaturé le pédant, par exemple chez Rabelais et Montaigne et avec Cyrano de Bergerac.
Montaigne s'est beaucoup intéressé au pédantisme, ce que l'on retrouve dans ses essais sur le pédantisme : cela nuit selon lui à la formation du jugement et au bon exercice du jugement, notamment dans l'éducation des enfants.
Molière et d'autres s'en moquent par la satire de traits de mœurs (plus que de caractère). Ils en font un ressort comique et burlesque, en faisant utiliser par ses savant(e)s ou religieux, précieux et ridicules, un « jargon volumineux et hyperbolique » dont le discours présente souvent une volonté visible « de ne pas être intelligible afin de paraître intelligent dans l’espoir d’obtenir de son entourage reconnaissance et respect » en utilisant une caricature humoristique, au théâtre, du « savant mondain et du mondain savant ». Chez les personnages pédants de Molière, l’usage de mots complexes, à demi-inventés et issus de langues mortes, de même que le recours systématique à des autorités, cachent (mal) que « la difficulté de s’ouvrir à la nouveauté scientifique ou philosophique sont en filigrane des présomptueuses péroraisons du pédant qui finissent le plus souvent en galimatias ».

## Autres formes de pédantisme
Une forme de pédantisme, involontaire, peut exister chez certains autistes (syndrome d'Asperger), comme étant une spécificité du syndrome d'Asperger sur fond de troubles génériques communs à l'« autisme typique ». Ce trait se manifeste par « une hyperprécision du vocabulaire ou une hyperprédilection thématique (explicable par une immuabilité non verbale plus générale) dans le contexte d’une interaction unilatérale (explicable par un trouble plus général de l’influence sociale) ».